# Burn of Cattie
Der Burn of Cattie ist ein Bach in der schottischen Council Area Aberdeenshire.

## Beschreibung
Der Burn of Cattie entspringt am Südrand des Forest of Birse am Osthang des 525 Meter hohen Carnferg. Auf den ersten 4,5 Kilometern folgt sein Lauf einer vornehmlich nordöstlichen Richtung. Er dreht dann für zwei Kilometer nach Norden und schlägt dann wieder eine nordöstliche Richtung ein. Nach einem Lauf von insgesamt rund zwölf Kilometern mündet der Burn of Cattie rund acht Kilometer westlich von Banchory in den Dee, der in Aberdeen in die Nordsee entwässert.
Entlang seines Laufs nimmt der Burn of Cattie zahlreiche kleine Bäche auf. Hierzu zählen der Lanchery Burn, der Burn of Auldenachie, der Burn of Murley und der Burn of Garbet. Durch eine dünnbesiedelte Region Aberdeenshires verlaufend, liegt am Lauf des Burn of Cattie nur den Weiler Ballogie, den er etwa auf halber Strecke passiert.

## Umgebung
Nahe der Quelle befindet sich das denkmalgeschützte Bauernhaus Glencat House. Bei Ballogie steht das Herrenhaus Ballogie House mit zahlreichen Außenbauwerken am Burn of Cattie. Hierzu zählt auch eine aus dem 18. Jahrhundert stammende Bogenbrücke, welche den Bach überspannt. Nahe der Mündung quert eine ehemalige Militärstraße den Burn of Cattie auf der im mittleren 19. Jahrhundert errichteten Bridge over Burn of Cattie. Die Militärstraße mündet einen Kilometer nördlich in die B993, die dort auf der Potarch Bridge den Dee quert.

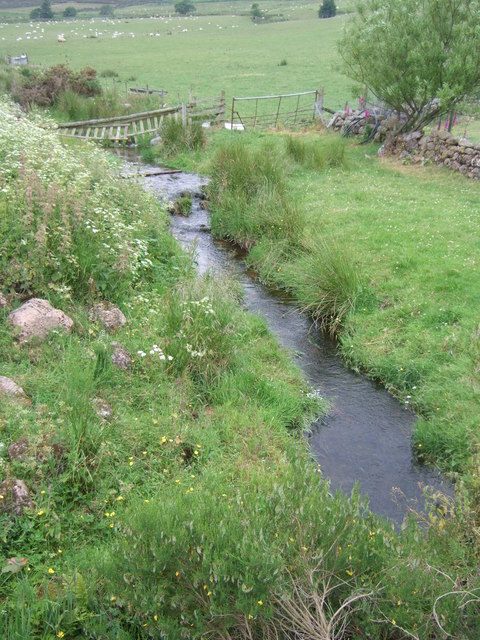
Oberlauf des Burn of Cattie
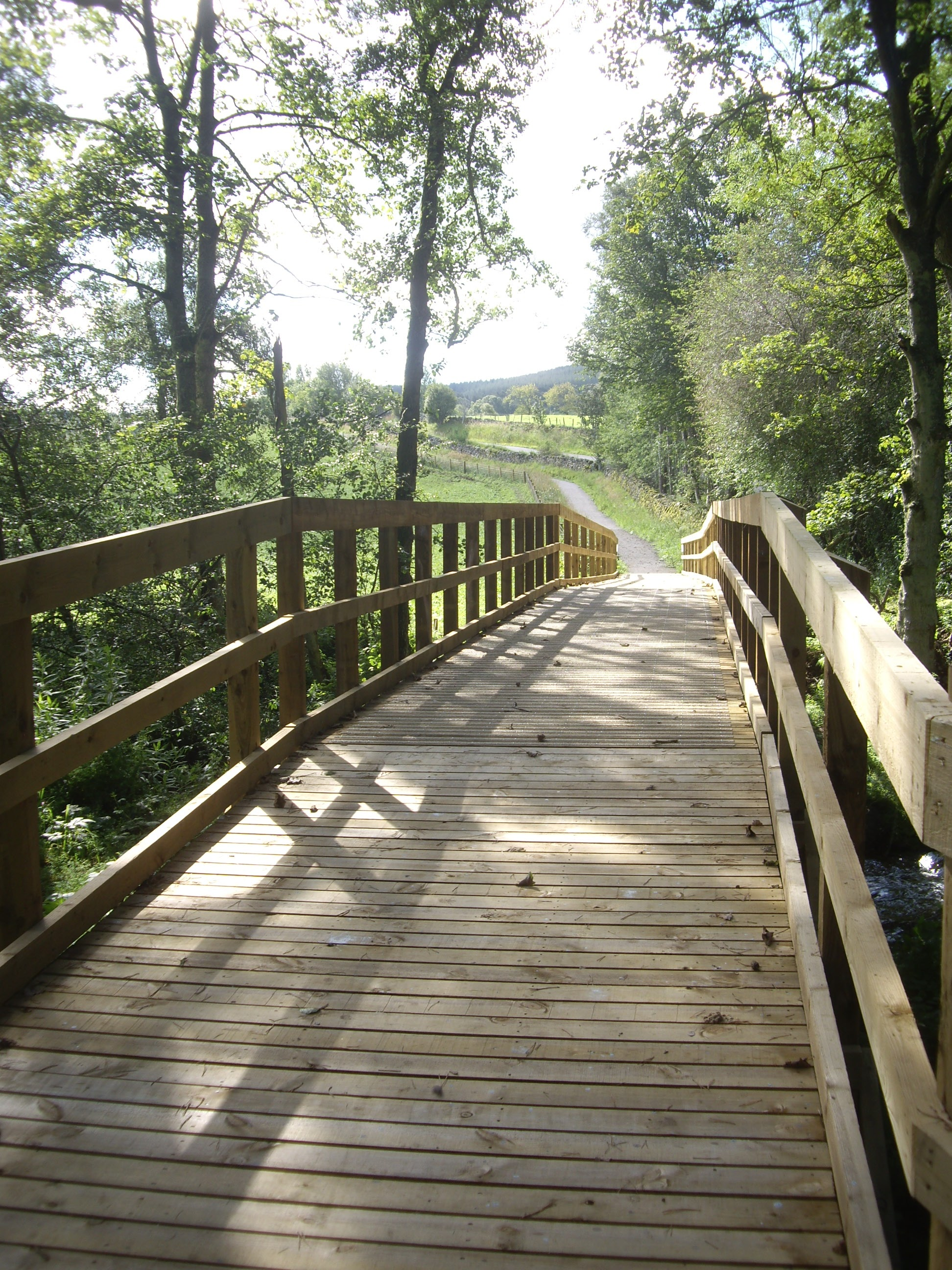
Fußgängerbrücke über den Burn of Cattie
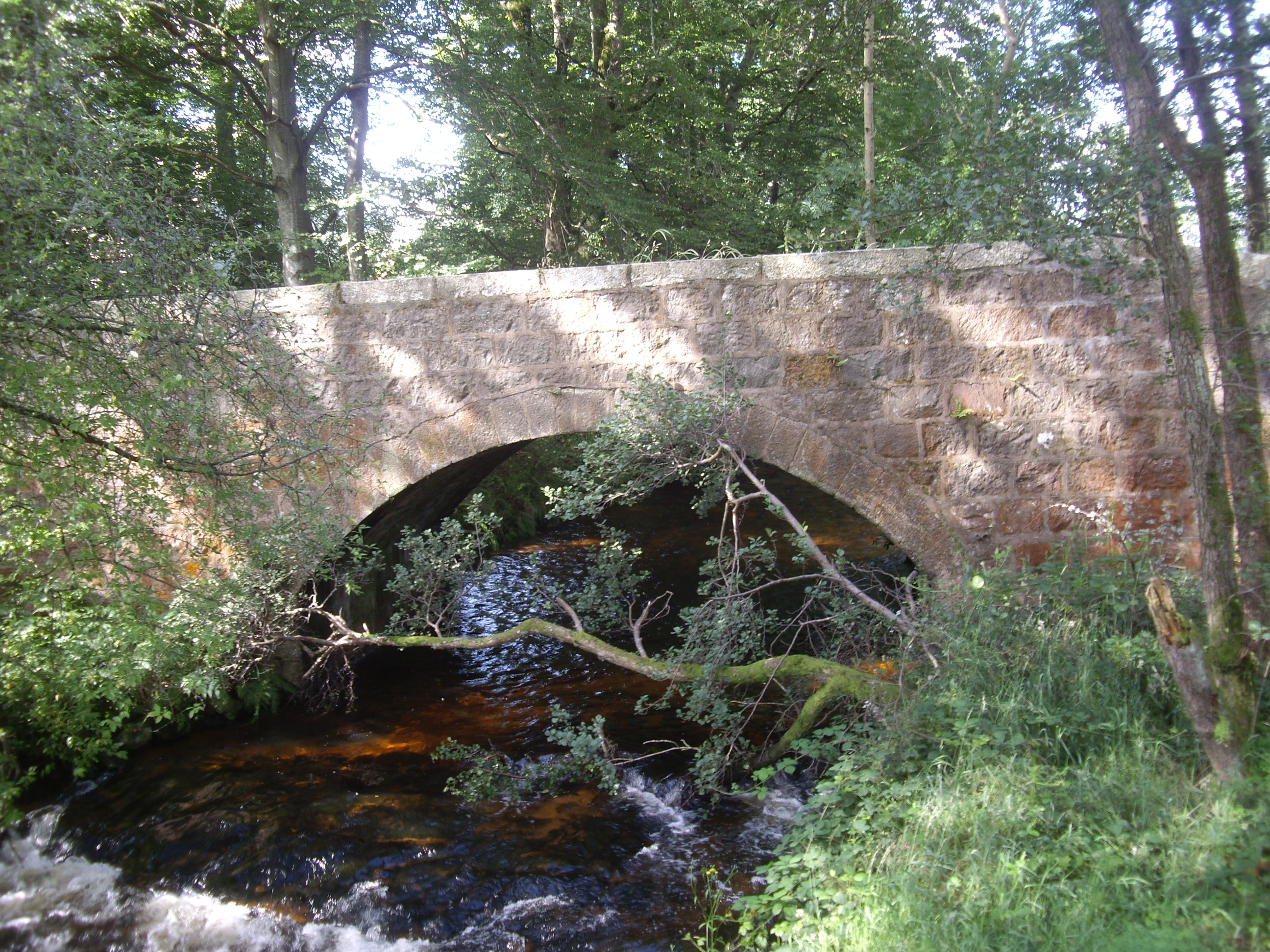
Bridge over Burn of Cattie